# 36. Golden Globe-gála
Az 36. Golden Globe-gálára 1979. január 27-én került sor, az 1978-ban mozikba, vagy képernyőkre került amerikai filmeket, illetve televíziós sorozatokat díjazó rendezvényt a kaliforniai Beverly Hillsben, a Beverly Hilton Hotelben tartották meg.
A 36. Golden Globe-gálán Lucille Ball vehette át a Cecil B. DeMille-életműdíjat.

## Filmes díjak
A nyertesek félkövérrel jelölve.
| Legjobb filmes díjak | Legjobb filmes díjak |
| Legjobb filmdráma | Legjobb vígjáték vagy zenés film |
| --- | --- |
| - Éjféli expressz - Hazatérés - Mennyei napok - A szarvasvadász - Asszony férj nélkül | - Ép testben épp, hogy élek - Kaliforniai lakosztály - Óvakodj a törpétől - Grease - A papa mozija |
| Legjobb filmes alakítások (filmdráma) | |
| Színész | Színésznő |
| - Jon Voight – Hazatérés - Brad Davis – Éjféli expressz - Robert De Niro – A szarvasvadász - Anthony Hopkins – A mágus - Gregory Peck – A brazíliai fiúk                                                                                | - Jane Fonda – Hazatérés - Ingrid Bergman – Őszi szonáta - Jill Clayburgh – Asszony férj nélkül - Glenda Jackson – Stevie - Geraldine Page – Belső terek                                                             |
| Legjobb filmes alakítások (vígjáték vagy zenés film) | |
| Színész | Színésznő |
| - Warren Beatty – Ép testben épp, hogy élek - Alan Alda – Jövőre veled ugyanitt - Gary Busey – Buddy Holly története - Chevy Chase – Óvakodj a törpétől - George C. Scott – A papa mozija - John Travolta – Grease                      | - Ellen Burstyn – Jövőre veled ugyanitt - Maggie Smith – Kaliforniai lakosztály - Jacqueline Bisset – Ki öli meg Európa nagy konyhafőnökeit? - Goldie Hawn – Óvakodj a törpétől - Olivia Newton-John – Grease        |
| Legjobb mellékszereplők (filmdráma, vígjáték vagy zenés film) | |
| Színész | Színésznő |
| - John Hurt – Éjféli expressz - Bruce Dern – Hazatérés - Dudley Moore – Óvakodj a törpétől - Robert Morley – Ki öli meg Európa nagy konyhafőnökeit? - Christopher Walken – A szarvasvadász                                              | - Dyan Cannon – Ép testben épp, hogy élek - Carol Burnett – Esküvő - Maureen Stapleton – Belső terek - Meryl Streep – A szarvasvadász - Mona Washbourne – Stevie                                                     |
| Egyéb | |
| Legjobb rendező | Legjobb forgatókönyv |
| - Michael Cimino – A szarvasvadász - Woody Allen – Belső terek - Hal Ashby – Hazatérés - Terrence Malick – Mennyei napok - Paul Mazursky – Asszony férj nélkül - Alan Parker – Éjféli expressz                                          | - Oliver Stone – Éjféli expressz - Robert C. Jones, Waldo Salt – Hazatérés - Deric Washburn – A szarvasvadász - Colin Higgins – Óvakodj a törpétől - Woody Allen – Belső terek - Paul Mazursky – Asszony férj nélkül |
| Legjobb eredeti filmzene | Legjobb eredeti filmbetétdal |
| - Giorgio Moroder – Éjféli expressz - Chuck Mangione – Sanchez gyermekei - Leonard Rosenman – A Gyűrűk Ura - John Williams – Superman - Bill Conti – Asszony férj nélkül                                                                | - „Last Dance” – Végre péntek van! - „Ready to Take a Chance Again” – Óvakodj a törpétől - „Grease” – Grease - „You're the One That I Want” – Grease - „The Last Time I Felt Like This” – Jövőre veled ugyanitt      |
| Legjobb idegen nyelvű film | |
| - Őszi szonáta – Svédország - Halál a Níluson – Anglia - Flór asszony és két férje – Brazília - Asszonyok kiáltása – Görögország - Készítsétek a zsebkendőket! – Franciaország - Forró rágógumi, avagy ilyen az eszkimó citrom – Izrael | |

## Televíziós díjak
A nyertesek félkövérrel jelölve.
| Legjobb televíziós sorozatok | Legjobb televíziós sorozatok |
| Filmdráma | Vígjáték vagy zenés film |
| --- | --- |
| - 60 Minutes - Battlestar Galactica - Family - Holocaust (A Weiss-család története) - Lou Grant | - Taxi - Alice - All in the Family - Szerelemhajó - Three's Company |
| Legjobb alakítás televíziós sorozatban (filmdráma) | |
| Színész | Színésznő |
| - Michael Moriarty – Holocaust (A Weiss-család története) - Edward Asner – Lou Grant - James Garner – Rockford nyomoz - Richard Hatch – Battlestar Galactica - John Houseman – The Paper Chase - Michael Landon – A farm, ahol élünk | - Rosemary Harris – Holocaust (A Weuss-család története) - Kate Jackson – Charlie angyalai - Kristy McNichol – Family - Lee Remick – Wheels - Sada Thompson – Family        |
| Legjobb alakítás televíziós sorozatban (vígjáték vagy zenés film) | |
| Színész | Színésznő |
| - Robin Williams – Egy úr az űrből - Alan Alda – MASH - Gavin MacLeod – Szerelemhajó - Judd Hirsch – Taxi - John Ritter – Three's Company                                                                                            | - Linda Lavin – Alice - Carol Burnett – The Carol Burnett Show - Penny Marshall – Laverne & Shirley - Suzanne Somers – Three's Company - Jean Stapleton – All in the Family |
| Legjobb mellékszereplő televíziós sorozatban, minisorozatban vagy tévéfilmben | |
| Mellékszereplő színész | Mellékszereplő színésznő |
| - Norman Fell – Three's Company - Jeff Conaway – Taxi - Danny DeVito – Taxi - Pat Harrington, Jr. – One Day at a Time - Andy Kaufman – Taxi                                                                                          | - Polly Holliday – Alice - Marilu Henner – Taxi - Julie Kavner – Rhoda - Linda Kelsey – Lou Grant - Audra Lindley – Three's Company - Nancy Walker – Rhoda                  |

## Különdíjak

### Cecil B. DeMille-életműdíj
A Cecil B. DeMille-életműdíjat Lucille Ball vehette át.

### Miss/Mr.Golden Globe
- Stephanie Haymes[3]

## Fordítás
Ez a szócikk részben vagy egészben  a(z)   36th Golden Globe Awards című angol Wikipédia-szócikk fordításán alapul.  Az eredeti cikk szerkesztőit annak laptörténete sorolja fel. Ez a jelzés csupán a megfogalmazás eredetét és a szerzői jogokat jelzi, nem szolgál a cikkben szereplő információk forrásmegjelöléseként.